# Eleccions legislatives xipriotes de 1970
Les Eleccions legislatives xipriotes de 1970 es van celebrar a Xipre el 5 de juliol de 1970. El liberal Glafkos Klerides fou elegit president de la Cambra de Representants de Xipre.
Resum dels resultats electorals de 5 de juliol de 1970 a la Cambra de Representants de Xipre
|           | Partit Unit Ενιαίον Κόμμα                                                                      | 79.665  | 40,7  | 15 | - |
|           | Partit Progressista del Poble Treballador Anorthotikon Komma Ergazemenou Laou                  | 51.511  | 26,11 | 9  | - |
|           | Moviment per la Socialdemocràcia-EDEK Kinima Sosialdimokraton Eniaia Dimokratiki Enosi Kentrou | 26.906  | 13,74 | 2  |   |
|           | Front Pel Progrés Προοδευτική Παράταξη                                                         | 35.782  | 18,28 | 7  | - |
|           | Partit Nacional Democràtic Δημοκρατικό Eθνικό Kόμμα                                            | 16.655  | 10,04 | -  | - |
|           | Independents                                                                                   |         |       | 2  | - |
|           | Total (participació %)                                                                         | 195.737 | 100.0 | 35 |   |
| Font: IPU |                                                                                                |         |       |    |   |